# Christopher Sembroski
Christopher Sembroski (narozen 28. srpna 1979) je americký datový inženýr, veterán letectva a astronaut – 571. člověk ve vesmíru. V roce 2021 se zúčastnil první zcela soukromé vesmírné mise Inspiration4.

## Život a kariéra
Vyrůstal v Kannapolisu v Severní Karolíně. Celý život se zajímal o vesmír a rakety. Byl dobrovolníkem v neziskové organizaci ProSpace prosazující soukromé lety do vesmíru pro běžné občany, a také trenérem ve Space Campu, vládou financovaném vzdělávacím táboře v Huntsville v Alabamě, který propaguje vědu, technologie, inženýrství a matematiku mezi dětmi a mládeží.
Vstoupil do amerického letectva a byl vyškolen jako elektromechanický technik na letecké základně Malmstrom v Great Falls v Montaně.. Později byl nasazen do Iráku. V roce 2007 opustil aktivní službu a na vědomosti získané v armádě navázal studiem na Embry-Riddle Aeronautical University na Floridě, kde získal titul bakaláře aeronautiky.
Pracuje jako datový inženýr pro společnost Lockheed Martin a žije v Everettu ve státě Washington.
Před svým letem do vesmíru absolvoval letový výcvik v trenažeru Dassault/Dornier Alpha Jet Trainer vyrobeném ve spolupráci francouzského výrobce letadel Dassault Aviation a německého výrobce letadel Dornier Flugzeugwerke. Po absolvování proudového výcviku si vysloužil volací znak Hanks.

## Kosmický let
Chris Sembroski získal místo v letu Inspiration4 díky příspěvku do tomboly, která vybrala miliony dolarů pro dětskou výzkumnou nemocnici sv. Judy, což bylo hlavním cílem projektu. Losem ze 72 tisíc účastníků loterie byl v březnu 2021 vybrán Sembroskiho blízký přítel z vysoké školy, který však z osobních důvodů nemohl místo v letu přijmout a poskytl ho právě Sembroskimu.
Let lodi Crew Dragon Resilience trval bez několika desítek minut tři dny. Začal 16. září 2021 těsně po půlnoci světového času v Kennedyho vesmírném středisku na Floridě a skončil 18. září před půlnocí v Atlantském oceánu, asi 50 km od místa startu. Čtyři členové posádky během letu prováděli základní medicínské experimenty a užívali dosud nejlepšího výhledu, které kdy kosmická loď posádce poskytla, prostřednictvím klenutého okna Cupola, umístěného na špičce lodi místo obvyklého dokovacího zařízení pro připojení k Mezinárodní vesmírné stanici.